# Sonic Seasonings
Sonic Seasonings este al treilea album al compozitoarei și pionierei sintetizatorului Wendy Carlos. Albumul a fost lansat în 1972. Fiecare parte a LP-ului dublu conține o singură compoziție cu rol de contemplare a fiecărui anotimp. Compozițiile combinau muzica cu înregistrările de teren, cum ar fi rafalele vântului (Toamna), cântecele păsărilor (Primăvara) și suntele insectelor (Vara). În notele sale de album, a ediției relansate pe CD din 1998, Carlos explică că muzica „a fost menită să lucreze la nivelul de experiență și timbru”, ca o „a treia parte, alternativă viabilă pentru prezentările acustice și musicale ale mediului”.

## Lista pieselor

### Partea A
1. Spring – 22:28

### Partea B
1. Summer – 21:44

### Partea C
1. Fall – 21:09

### Partea D
1. Winter – 20:41

## Relansarea din 1998
Ediția Sonic Seasonings din 1998, a fost relansată de East Side Digital sub forma unui CD dublu, conținând compozițiile originale, plus alte părți și compoziția nelansată anterior, intitulată Land of the Midnight Sun.

## Lista pieselor

### Disc 1
1. Spring – 22:28
2. Summer – 21:44
3. Fall – 21:09

### Disc 2
1. Winter – 20:41
2. Winter (Outtake) – 5:21
3. Aurora Borealis – 19:55
4. Midnight Sun – 19:57